# Danh sách phim điện ảnh có kinh phí cao nhất
Do truyền thống giữ bí mật các tính toán tài chính của Hollywood, nên chúng ta không rõ phim nào là bộ phim có kinh phí cao nhất từng được thực hiện trong lịch sử. Cướp biển vùng Caribbean 4: Dòng chảy lạ là bộ phim hiện đang giữ kỷ lục phim có kinh phí sản xuất cao nhất mọi thời đại (kể cả khi chưa và đã tính lạm phát).
Mức giá sản xuất phim hầu như không đổi trước Chiến tranh thế giới thứ hai, với Ben-Hur (1925) thiết lập kỷ lục khá sớm, và kỷ lục này vẫn không lung lay kéo dài sang cả kỷ nguyên phim có tiếng. Kinh phí bắt đầu leo thang do tác động của lạm phát và từ khi truyền hình bắt đầu cạnh tranh khán giả với các rạp chiếu phim, và đỉnh điểm là vào năm 1963 với phim Cleopatra không thu hồi đủ số vốn bỏ ra mặc dù đã là phim có doanh thu cao nhất năm đó. Thập niên 1990 chứng kiến hai mức phí sản xuất lần lượt bị vượt qua, đó là các phim True Lies đạt mốc 100 triệu USD vào năm 1994 và Titanic đạt mốc 200 triệu USD vào năm 1997, cả hai đều do đạo diễn James Cameron thực hiện.
Danh sách này chỉ liệt kê các phim đã được phát hành ra công chúng, và không có phim nào ở đây vẫn còn đang trong quá trình sản xuất, sản xuất hậu kỳ hay mới chỉ được thông báo, bởi mức giá sản xuất vẫn có thể thay đổi trong quá trình thực hiện. Danh sách dưới đây chỉ là mức kinh phí âm: có nghĩa là kinh phí sản xuất phim thực sự, không tính phí truyền thông (như quảng cáo, thương mại, poster, v.v...). Bảng dưới đây được sắp xếp theo kinh phí sản xuất chính thức nếu được công bố. Tuy nhiên, phần lớn các hãng phim không công bố mức giá sản xuất thực sự, cho nên các con số này chỉ là ước tính của các chuyên gia nghiên cứu và các nhà báo chuyên về lĩnh vực điện ảnh. Khi mức kinh phí ước tính của nhiều người khác nhau có sự chênh lệch, bảng sẽ liệt kê mức giá thấp hơn

## Các phim có kinh phí cao nhất (chưa tính lạm phát)
Chỉ có các phim với kinh phí thực (không tính đến sự thay đổi giá trị của đồng Đô-la Mỹ) trên 150 triệu USD được liệt kê ở đây. Do tác động của lạm phát, nên tất cả các phim trong danh sách sau đều được sản xuất trong thế kỷ 21 ngoại trừ 3 phim, trong đó Waterworld (1995) là phim cũ nhất có mặt trong danh sách này.
| Thứ hạng | Tên phim                                            | Năm  | Kinh phí (ước tính) (triệu USD) | Tham khảo & chú thích           |
| -------- | --------------------------------------------------- | ---- | ------------------------------- | ------------------------------- |
| 1        | Cướp biển vùng Caribbean 4: Dòng chảy lạ            | 2011 | $378,5                          | [ 1 ]                           |
| 2        | Cướp biển vùng Caribbean 3: Ở nơi tận cùng thế giới | 2007 | $300                            | [ 2 ] [ 3 ] [ nb 1 ]            |
| 3        | Avengers: Đế chế Ultron                             | 2015 | $279,9                          | [ 1 ]                           |
| 4        | Nàng công chúa tóc mây                              | 2010 | $260                            | [ 4 ] [ 5 ] [ 6 ] [ 7 ]         |
| 5        | Người nhện 3                                        | 2007 | $258*                           | [ 8 ]                           |
| 6        | John Carter                                         | 2012 | $250*                           | [ 9 ] [ nb 2 ]                  |
| 7        | Harry Potter và Hoàng tử lai                        | 2009 | $250                            | [ 10 ] [ 11 ]                   |
| 8        | Người Hobbit: Đại chiến Năm cánh quân               | 2014 | $250                            |                                 |
| 9        | Avatar                                              | 2009 | $237*                           | [ 12 ] [ nb 3 ]                 |
| 10       | Hiệp sĩ bóng đêm trỗi dậy                           | 2012 | $230                            | [ 13 ] [ nb 4 ]                 |
| 11       | Biên niên sử Narnia: Hoàng tử Caspian               | 2008 | $225*                           | [ 14 ]                          |
| 11       | The Lone Ranger                                     | 2013 | $225*                           | [ 15 ] [ nb 5 ]                 |
| 11       | Cướp biển vùng Caribe: Chiếc rương tử thần          | 2006 | $225                            | [ nb 1 ]                        |
| 11       | Người đàn ông thép                                  | 2013 | $225                            | [ 16 ] [ 17 ] [ nb 6 ]          |
| 12       | Biệt đội siêu anh hùng                              | 2012 | $220                            | [ 18 ] [ 19 ] [ 20 ] [ 21 ]     |
| 13       | Đặc vụ áo đen 3                                     | 2012 | $215*                           | [ 22 ] [ nb 7 ]                 |
| 13       | Oz vĩ đại và quyền năng                             | 2013 | $215*                           | [ 23 ] [ nb 8 ]                 |
| 14       | X-Men: The Last Stand                               | 2006 | $210                            |                                 |
| 15       | Chiến hạm                                           | 2012 | $209*                           | [ 24 ]                          |
| 16       | King Kong                                           | 2005 | $207                            |                                 |
| 17       | Superman Returns                                    | 2006 | $204*                           | [ nb 9 ]                        |
| 18       | Titanic                                             | 1997 | $200*                           | [ 25 ]                          |
| 18       | Người máy biến hình: Bại binh phục hận              | 2009 | $200*                           | [ 26 ]                          |
| 18       | 2012                                                | 2009 | $200*                           | [ 27 ]                          |
| 18       | Người nhện 2                                        | 2004 | $200                            | [ 28 ] [ 29 ]                   |
| 18       | Định mức khuây khỏa                                 | 2008 | $200                            | [ 30 ] [ 31 ]                   |
| 18       | Terminator Salvation                                | 2009 | $200                            | [ 32 ] [ 33 ]                   |
| 18       | Câu chuyện đồ chơi 3                                | 2010 | $200                            | [ 34 ] [ 35 ]                   |
| 18       | Green Lantern                                       | 2011 | $200                            | [ 36 ] [ 37 ] [ 38 ]            |
| 18       | Vương quốc xe hơi 2                                 | 2011 | $200                            | [ 39 ] [ 40 ] [ 41 ]            |
| 18       | Người nhện phi thường                               | 2012 | $200                            | [ 42 ] [ 43 ] [ nb 10 ]         |
| 18       | Người Hobbit: Hành trình vô định                    | 2012 | $200                            | [ 44 ] [ nb 11 ]                |
| 18       | Người Sắt 3                                         | 2013 | $200                            | [ 45 ] [ 46 ] [ 47 ]            |
| 19       | Người máy biến hình: Bóng đêm Mặt trăng             | 2011 | $195                            | [ 48 ] [ 49 ] [ 50 ] [ 51 ]     |
| 20       | Thế chiến Z                                         | 2013 | $190*                           | [ 52 ] [ 53 ] [ nb 12 ]         |
| 20       | Star Trek Into Darkness                             | 2013 | $190                            | [ 55 ] [ 56 ] [ 57 ]            |
| 21       | Brave                                               | 2012 | $185*                           | [ 58 ]                          |
| 21       | Jack và đại chiến người khổng lồ                    | 2013 | $185*                           | [ 59 ] [ nb 13 ]                |
| 21       | Indiana Jones và vương quốc sọ người                | 2008 | $185                            | [ 60 ] [ 61 ] [ 62 ]            |
| 21       | Kỵ sĩ bóng đêm                                      | 2008 | $185                            | [ 63 ] [ 64 ]                   |
| 22       | The Golden Compass                                  | 2007 | $180*                           | [ 65 ] [ 66 ]                   |
| 22       | Siêu đại chiến                                      | 2013 | $180*                           | [ 67 ] [ 68 ] [ nb 14 ]         |
| 22       | Biên niên sử Narnia: Sư tử, Phù thủy và Cái tủ      | 2005 | $180                            | [ 69 ] [ 70 ] [ 71 ]            |
| 22       | WALL-E                                              | 2008 | $180                            | [ 72 ] [ 73 ]                   |
| 23       | Troy                                                | 2004 | $175*                           | [ 74 ]                          |
| 23       | Evan Almighty                                       | 2007 | $175                            | [ 75 ] [ 76 ] [ 77 ]            |
| 23       | Monsters vs. Aliens                                 | 2009 | $175                            | [ 78 ] [ 79 ] [ 80 ]            |
| 23       | Vút bay                                             | 2009 | $175                            | [ 81 ] [ 82 ]                   |
| 23       | A Christmas Carol                                   | 2009 | $175                            | [ 83 ] [ 84 ]                   |
| 24       | Waterworld                                          | 1995 | $172                            |                                 |
| 25       | Bạch Tuyết và người thợ săn                         | 2012 | $170*                           | [ 85 ]                          |
| 25       | Thor: The Dark World                                | 2013 | $170*                           | [ 86 ]                          |
| 25       | Wild Wild West                                      | 1999 | $170                            | [ 87 ] [ 88 ]                   |
| 25       | Terminator 3: Rise of the Machines                  | 2003 | $170                            | [ 89 ] [ 90 ] [ 91 ]            |
| 25       | G.I. Joe: The Rise of Cobra                         | 2009 | $170                            | [ 92 ] [ 93 ]                   |
| 25       | Iron Man 2                                          | 2010 | $170                            | [ 94 ] [ 95 ] [ 96 ] [ 97 ]     |
| 25       | Tron: Legacy                                        | 2010 | $170                            | [ 98 ] [ 99 ] [ 100 ] [ 101 ]   |
| 26       | Bí kíp luyện rồng                                   | 2010 | $165                            | [ 102 ] [ 103 ] [ 104 ]         |
| 26       | Wreck-It Ralph                                      | 2012 | $165                            | [ 105 ] [ 106 ]                 |
| 27       | Cowboys & Aliens                                    | 2011 | $163*                           | [ 107 ]                         |
| 28       | Sahara                                              | 2005 | $160*                           | [ 108 ]                         |
| 28       | Fast & Furious 6                                    | 2013 | $160*                           | [ 109 ] [ nb 15 ]               |
| 28       | Van Helsing                                         | 2004 | $160                            | [ 110 ] [ 111 ] [ 112 ]         |
| 28       | Poseidon                                            | 2006 | $160                            | [ 113 ] [ 114 ] [ 115 ]         |
| 28       | Shrek the Third                                     | 2007 | $160                            | [ 116 ]                         |
| 28       | Inception                                           | 2010 | $160                            | [ 117 ] [ 118 ] [ 119 ] [ 120 ] |
| 29       | Robin Hood                                          | 2010 | $155*                           | [ 121 ] [ 122 ] [ nb 16 ]       |
| 29       | Alexander                                           | 2004 | $155                            | [ 124 ] [ 125 ]                 |

| Rank | Tên phim                                                                                  | Năm     | Kinh phí (ước tính) (triệu USD) | Tham khảo & ghi chú |
| ---- | ----------------------------------------------------------------------------------------- | ------- | ------------------------------- | ------------------- |
| 1    | Cướp biển vùng Caribe: Chiếc rương tử thần Cướp biển vùng Caribe: Ở nơi tận cùng thế giới | 2006–07 | $450                            | [ nb 1 ]            |
| 2    | The Lord of the Rings trilogy                                                             | 2001–03 | $260*                           | [ nb 17 ]           |
| 3    | Harry Potter and the Deathly Hallows – Part 1 & Part 2                                    | 2010–11 | $250                            | [ 126 ] [ 127 ]     |
| 4    | The Matrix Reloaded The Matrix Revolutions                                                | 2003    | $237                            | [ nb 18 ]           |
| 5    | The Twilight Saga: Breaking Dawn – Part 1 & Part 2                                        | 2011–12 | $230*                           | [ nb 19 ]           |

*  Số liệu được công bố chính thức.

## Các phim có kinh phí cao nhất (đã tính lạm phát)
Các phim được liệt kê dưới đây có kinh phí thực đã được điều chỉnh do lạm phát tính theo Chỉ số giá tiêu dùng Hoa Kỳ của năm phát hành. Thứ tự kinh phí các phim trong danh sách sau khi đã tính lạm phát thường thay đổi khá nhiều, bởi chúng phụ thuộc vào cách tính lạm phát được sử dụng và số liệu kinh phí ước tính ban đầu.
Loạt phim Chiến tranh và hoà bình của Liên Xô, phát hành thành bốn tập trong hai năm 1966 và 1967, có thời gian được coi là bộ phim có kinh phí cao nhất từng được sản xuất trong lịch sử: Liên Xô công bố phim tốn 100 triệu USD (gần 700 triệu USD sau khi đã tính lạm phát), và thông tin này được lan truyền trong giới truyền thông Mỹ trong suốt thời gian phim được chiếu tại đây. Tuy nhiên, các báo cáo tài chính tiết lộ phim chỉ tốn 9.213.013 USD (khoảng 67 triệu USD theo giá đồng USD ngày nay). Một bộ phim không thể bỏ quên khác là Metropolis, bộ phim năm 1927 của Đức do Fritz Lang làm đạo diễn, thường bị nhầm là có kinh phí 200 triệu USD theo giá tiền hiện nay. Metropolis tốn khoảng 1,3 triệu USD vào thời điểm sản xuất, vốn sẽ bằng khoảng 137 triệu USD theo giá tiền hiện nay theo Chỉ số giá tiêu dùng của Đức.
| Thứ hạng | Tên phim                                                       | Năm  | Kinh phí (ước tính) (triệu) | Kinh phí (ước tính) (triệu) | Tham khảo và ghi chú                            |
| Thứ hạng | Tên phim                                                       | Năm  | Đã điều chỉnh               | Ban đầu                     | Tham khảo và ghi chú                            |
| -------- | -------------------------------------------------------------- | ---- | --------------------------- | --------------------------- | ----------------------------------------------- |
| 1        | Cướp biển vùng Caribbean: Nơi tận cùng thế giới                | 2007 | $423                        | $300                        | [ nb 1 ]                                        |
| 2        | Titanic                                                        | 1997 | $365                        | $200*                       | [ 25 ]                                          |
| 3        | Người nhện 3                                                   | 2007 | $364                        | $258*                       |                                                 |
| 4        | Công chúa tóc mây                                              | 2010 | $349                        | $260                        | [ 4 ] [ 5 ] [ 6 ] [ 7 ]                         |
| 5        | Harry Potter và Hoàng tử lai                                   | 2009 | $341                        | $250                        | [ 10 ] [ 11 ]                                   |
| 6        | Waterworld                                                     | 1995 | $330                        | $172                        |                                                 |
| 7        | Cướp biển vùng Caribbean 2: Chiếc rương tử thần                | 2006 | $327                        | $225                        | [ nb 1 ]                                        |
| 8        | Avatar                                                         | 2009 | $323                        | $237*                       | [ 12 ] [ nb 3 ]                                 |
| 9        | John Carter                                                    | 2012 | $319                        | $250*                       | [ 9 ] [ nb 2 ]                                  |
| 10       | Người Nhện 2 (phim 2004)                                       | 2004 | $310                        | $200                        | [ 28 ] [ 29 ]                                   |
| 10       | King Kong                                                      | 2005 | $310                        | $207                        |                                                 |
| 12       | Biên niên sử Narnia: Hoàng tử Caspian                          | 2008 | $306                        | $225*                       | [ 14 ]                                          |
| 13       | X-Men: The Last Stand                                          | 2006 | $305                        | $210                        |                                                 |
| 14       | Wild Wild West                                                 | 1999 | $299                        | $170                        | [ 87 ] [ 88 ]                                   |
| 15       | Cleopatra                                                      | 1963 | $297.419                    | $31.115                     | [ nb 22 ]                                       |
| 16       | Superman Returns                                               | 2006 | $296                        | $204*                       | [ nb 9 ]                                        |
| 17       | The Dark Knight Rises                                          | 2012 | $293                        | $230                        | last1 \|group="nb" \|name="dark knight rises"}} |
| 18       | Kỵ sĩ cô độc                                                   | 2013 | $283                        | $225*                       | [ 15 ] [ nb 5 ]                                 |
| 18       | Người đàn ông thép                                             | 2013 | $283                        | $225                        | [ 16 ] [ 17 ] [ nb 6 ]                          |
| 20       | The Avengers                                                   | 2012 | $280                        | $220                        | [ 18 ] [ 19 ] [ 20 ] [ 21 ]                     |
| 21       | Men in Black 3                                                 | 2012 | $274                        | $215*                       | [ 22 ] [ nb 7 ]                                 |
| 22       | Transformers: Revenge of the Fallen                            | 2009 | $273                        | $200*                       | [ 26 ]                                          |
| 22       | 2012                                                           | 2009 | $273                        | $200*                       | [ 27 ]                                          |
| 22       | Terminator Salvation                                           | 2009 | $273                        | $200                        | [ 32 ] [ 33 ]                                   |
| 25       | Quantum of Solace                                              | 2008 | $272                        | $200                        | [ 30 ] [ 31 ]                                   |
| 26       | Troy                                                           | 2004 | $271                        | $175*                       | [ 74 ]                                          |
| 26       | Terminator 3: Rise of the Machines                             | 2003 | $270                        | $170                        | [ 89 ] [ 90 ] [ 91 ] [ nb 23 ]                  |
| 28       | Oz the Great and Powerful                                      | 2013 | $270                        | $215*                       | [ 23 ] [ nb 8 ]                                 |
| 28       | The Chronicles of Narnia: The Lion, the Witch and the Wardrobe | 2005 | $270                        | $180                        | [ 69 ] [ 70 ] [ 71 ]                            |
| 30       | Toy Story 3                                                    | 2010 | $268                        | $200                        | [ 34 ] [ 35 ]                                   |
| 31       | Battleship                                                     | 2012 | $266                        | $209*                       | [ 24 ]                                          |
| 32       | Green Lantern                                                  | 2011 | $260                        | $200                        | [ 36 ] [ 37 ] [ 38 ]                            |
| 32       | Cars 2                                                         | 2011 | $260                        | $200                        | [ 39 ] [ 40 ] [ 41 ]                            |
| 34       | The Amazing Spider-Man                                         | 2012 | $255                        | $200                        | [ 42 ] [ 43 ] [ nb 10 ]                         |
| 34       | Người Hobbit: Hành trình bất ngờ                               | 2012 | $255                        | $200                        | [ 44 ] [ nb 11 ]                                |
| 36       | The Golden Compass                                             | 2007 | $254                        | $180*                       | [ 65 ] [ 66 ]                                   |
| 36       | Transformers: Dark of the Moon                                 | 2011 | $254                        | $195                        | [ 48 ] [ 49 ] [ 50 ] [ 51 ]                     |
| 38       | Armageddon                                                     | 1998 | $251                        | $140                        | [ 163 ] [ 164 ]                                 |
| 38       | Indiana Jones and the Kingdom of the Crystal Skull             | 2008 | $251                        | $185                        | [ 60 ] [ 61 ] [ 62 ]                            |
| 38       | The Dark Knight                                                | 2008 | $251                        | $185                        | [ 63 ] [ 64 ]                                   |
| 41       | Iron Man 3                                                     | 2013 | $251                        | $200                        | [ 45 ] [ 46 ] [ 47 ]                            |
| 42       | Van Helsing                                                    | 2004 | $248                        | $160                        | [ 110 ] [ 111 ] [ 112 ]                         |
| 42       | Evan Almighty                                                  | 2007 | $247                        | $175                        | [ 75 ] [ 76 ] [ 77 ]                            |
| 44       | WALL-E                                                         | 2008 | $245                        | $180                        | [ 72 ] [ 73 ]                                   |
| n/a      | Superman                                                       | 1978 | $2.445–2.490                | $55                         | [ 165 ]                                         |

*  Số liệu được công bố chính thức.